# 더스틴 로즈
더스틴 로즈(Dustin Rhodes., 1969년 4월 11일~)는 링네임이 골더스트(Goldust)다. 미국의 프로레슬링선수다. 시그네쳐 무브로는 커튼 콜, 파워슬램, 스파인버스터 피니쉬 무브는 파이널 컷, 쉐터드 드림(낭심 걷어 차기)가 있다. 쉐터드 드림은 '깨져버린 꿈'이라는 뜻으로, 낭심을 걷어차며 벌어진, 남근, 즉 남자의 상징이 깨져버렸다는 의미이다.

## 프로 레슬링 경력

### CWF (1988-1989)
프로 레슬링 데뷔는 1988년 9월 13일 탬파에 기반을 둔 [Florida Championship Wrestling] (CWF)의 경기에서 밥 쿡을 물리쳤다. 회사는 1989년 2월 그의 아버지 인 더스티 로즈가 레슬링을 시작한 후 Professional Wrestling Federation로 개명되었다. 1989년 5월 23일 Al Perez에서 플로리다 헤비급 챔피언십을 차지하여 한 달 동안 보유하게 된다.

### NWA / WCW (1988-1989)
1988년 12월, 본명인 더스틴 로즈로 활동을 시작하여 새로운 [테드 터너]가 소유 한 WCW에서 활동하기 시작했다. 로즈는 텍사스 브론 코스 (Texas Broncos) 라 불리는 오프닝 태그 팀에서 The The Cruel Connection와 The Commandos에 대한 성공을 목격 한 켄달 윈드함과 팀을 이뤘다. 그들의 첫번째 패배는 1988년 12월 10일 펜실베니아 주 필라델피아에서 개최 된 하우스 쇼에서 미드나잇 익스프레스와 가진 경기였다. 더스틴의 첫 싱글 매치는 이틀 후 조지아 애틀랜타의 테레비 녹화에서 트렌트 나이트를 물리 쳤다.

### 전일본 프로레슬링 & USWA (1989-1990)
1989년 3월 그는 Dusty Rhodes Jr.라는 이름으로 매년 Champion Carnival에서 [전일본 프로 레슬링] (AJPW)을 위해 일본으로 떠났다. 그는 AJPW로 돌아와 10 일과 20 일 동안 1990년 봄과 여름에 활동하였다. 1989년 7월에는 [미국 레슬링 협회] (USWA)에서 레슬링을 했다. 거기서 CWA 헤비급 챔피언십에 대해 토니 안토니와 주로 싸웠다. 그는 1990년 봄에 USWA를 떠났다.

### WWF (1990-1991)
1990년 말에 더스틴로드 (Dustin Rhodes)로서 World Wrestling Federation (WWF)에서 팬 애호가로 데뷔했다. WWF (현재 WWE)에서의 첫 경기는 1990년 9월 21일 폴 다이아몬드와의 경기였다. 1990년 12월 방송 된 10 분간의 도전 매치에서 [테드 디비아시]를 격파했다.

### WCW로 복귀

#### 태그 팀 (1991-1992)
1991년 2월, WCW로 복귀하였다.
1991년 말 배리 윈드햄과 태그 팀을 결성하여 WCW 태그 팀 챔피언 인 The Enforcers ([Arn Anderson] 및 Zbyszko)를 추격하기 시작했다. Clash of the Champions XVII에서 타이틀 샷을 받았지만, Windham은 이벤트 전에 부상당했다. 돌아 오는 리키 스팀보트가 파트너로 선정되었고 태그 팀 챔피언에 올랐다. 그들은 1992년 1월 16일에 안 앤더슨과 동료 [Dobbyous Alliance] 회원 [Bobby Eaton]에게 벨트를 내줬다.
1992년 9월 2일 테이프로 제작 된 [WCW Saturday Night]의 한 판에서 Rhodes는윈드햄과 팀을 이루어 WCW 세계 태그 팀 챔피언십 그들은 Clash of the Champions의 11월 18일 Steamboat과 쉐인 더글라스에게 패할 때까지 약 2개월 동안 벨트를 유지하였다.

## 신체 사항
- 키: 200cm
- 몸무게: 120kg

## 수상

### WCW
- NWA 월드 태그팀 챔피언 1회
- WCW 유나이티드 스테이츠 챔피언 2회
- WCW 월드 태그팀 챔피언 2회
- WCW 월드 6인 태그팀 챔피언 1회

### WWE
- WWE 인터컨티넨탈 챔피언 3회
- WWE 월드 태그팀 챔피언 (구 버전) 1회
- WWE 태그팀 챔피언 (구 버전) 2회
- WWE 하드코어 챔피언 9회

### 그 외 단체
- ACW 헤비웨이트 챔피언 1회
- NWA 플로리다 헤비웨이트 챔피언 1회
- NWA 플로리다 태그팀 챔피언 1회
- CCW 헤비웨이트 챔피언 1회
- TCW 헤비웨이트 챔피언 1회